# مفتاح الحساب
مفتاح الحساب هو كتاب في الحساب والرياضيات وهو مكتوب باللغة العربية الصادر في القرن التاسع الهجري أي في الخامس عشر الميلادي.

## نبذة
هذا الكتاب ألفه عالم الرياضيات والفلك غياث الدين الكاشي، وعلى الرغم أنه كتب للتدريس إلا أنه يحتوي على العديد من الابتكارات منها مبرهنة الكاشي وقد أدت هذه الميزة إلى استخدامه كتاباً مدرسياً وكتاب رياضيات لمئات السنين وهو أحد أهم أعمال الكاشي وربما كان هذا الكتاب أثراً في نشر الكسور العشرية في أوروبا.

## وصلات خارجية
- مخطوطة لكتاب مفتاح الحساب على موقع مكتبة قطر الوطنية
- مخطوطة لكتاب مفتاح الحساب على موقع جامعة الملك سعود